# Ljósufjöll
I Ljósufjöll (in lingua islandese: Montagne della luce) sono una catena montuosa vulcanica situata nella regione del Vesturland, nella parte occidentale dell'Islanda.
Dal punto di vista amministrativo, ricadono nel territorio del comune di Borgarbyggð.

## Descrizione
La catena montuosa dei Ljósufjöll è situata nella parte orientale della penisola di Snæfellsnes, in una zona laterale rispetto alla linea di rift dell'Islanda. Sono costituiti da una catena montuosa e da un sistema vulcanico con un vulcano centrale, che formano una serie di cinque picchi a forma di cuneo con orientamento nordovest-sudest; un altro picco è posto si trova davanti a loro in direzione nord.
Il vulcano centrale con la sua camera magmatica si trova a ovest della valle Hnappadalur e raggiunge un'altezza di 1063 metri, rendendoli i monti più alti della penisola di Snæfellsnes dopo il ghiacciaio Snæfellsjökull.
La salita alle cime dei monti è possibile dal lato sud.

## Denominazione
In lingua islandese Ljósufjöll significa "Montagne della luce". Il nome deriva dal fatto che i sei picchi che compongono la catena montuosa sono costituiti di riolite di colore chiaro, per cui visti da lontano appaiono luminosi, in modo simile al Móskarðshnjúkar vicino all'Esjan o ai monti intorno a Landmannalaugar, come il Brennisteinsalda. Nelle belle giornate sono visibili anche dalla capitale Reykjavík.

## Il sistema vulcanico
Il sistema vulcanico dei Ljósufjöll è di notevoli dimensioni, si estende per oltre 90 km ed è uno dei più lunghi dell'Islanda.
Si estende dal Berserkjahraun, nella parte settentrionale della penisola di Snæfellsnes, vicino a Stykkishólmur e comprende l'intera valle Hnappadalur fino ai crateri Grábrók adiacenti al monte Baula. È il più esteso affioramento riolitico del Quaternario nella penisola di Snæfellsnes; la riolite di cui è costituito ha un elevato contenuto di silice che gli impartisce il colore chiaro e luminoso da cui deriva la loro denominazione.
Il sistema vulcanico è considerato ancora considerato attivo; l'ultima eruzione avvenuta nel 1148 costò la vita a circa 80 persone, tra cui Magnús Einarsson, allora vescovo di Skálholt.

## Hnappadalur
Hnappadalur è una valle a forma di ciotola che si trova a circa 40 km a nord di Borgarnes, sulla penisola di Snæfellsnes e ai piedi del vulcano centrale del Ljósufjöll. Ci sono numerosi coni di scorie, tra cui l'Eldborg.

## Crateri Grábrók
Sono un gruppo di tre crateri, il principale è chiamato Stóra-Grábrók (grande Grábrók), il più piccolo chiamato Litla-Grábrók (piccolo Grábrók). Un terzo cratere chiamato Grábrókarfell è posizionato a ovest. Arrivano fino alla grande strada statale Hringvegur a nord di Borgarbyggð nella valle Norðurárdalur. Ai loro piedi si trovano il villaggio e l'Università di Bifröst, situati nel campo di lava formato dai crateri stessi.
Ci sono numerosi sentieri escursionistici che percorrono la zona dei crateri e che permettono di arrivare anche al lago Hreðavatn.